# Юлсубинское сельское поселение
Юлсубинское се́льское поселе́ние — муниципальное образование в Рыбно-Слободском районе Татарстана Российской Федерации.
Расположено в северо-восточной части Рыбно-Слободского муниципального района Республики Татарстан. В состав сельского поселения входит 2 населенных пункта - село Юлсубино и село Ямашево.  Административный центр (село Юлсубино), находится на расстоянии 123 км от города Казани, в 27 км. от районного центра - поселка городского типа Рыбная-Слобода 27 км. 
Территория сельского поселения характеризуется климатом с весенними и осенними заморозками, периодическими засухами. Преобладающие ветра юго-западные. Рельеф холмистый, положение возвышенное. Протяженность с севера на юг 8 км и с запада на восток 6 км. 
Общая площадь в границах сельского поселения составляет 3458 га.

## История
Юлсубинский сельский Совет был образован в 1918 году и входил в состав Урахчинской волости Лаишевского уезда Казанской губернии. 
В 1927-1935 годы входил в состав Рыбно-Слободского района.
С 1935-1959 годы входил в состав Кзыл-Юлдузского района.
С 1962-1964 годы – в связи ликвидаций Рыбно-Слободского района сельсовет входил в состав Мамадышского района.
1965 года вновь входит в состав Рыбно-Слободского района. В состав сельсовета в данный период входят села Юлсубино, Ямашево и Кукеево.
В декабре 1991 года по решению Исполкома Рыбно-Слободского районного Совета народных депутатов Юлсубинский Совет разделен на два сельских Совета: Юлсубинский ( с.Юлсубино и с.Ямашево) и Кукеевский сельсовет.
После выборов депутатов Юлсубинского сельского поселения Рыбно-Слободского муниципального района РТ 16 октября 2005 года Юлсубинское местное самоуправление реформировано в «Юлсубинское сельское поселение».
Статус и границы сельского поселения установлены Законом Республики Татарстан от 31 января 2005 года № 37-ЗРТ «Об установлении границ территорий и статусе муниципального образования "Рыбно-Слободский муниципальный район" и муниципальных образований в его составе».

## Население
| 2010 | 2011 | 2012 | 2013 | 2014 | 2015 | 2016 |
| ---- | ---- | ---- | ---- | ---- | ---- | ---- |
| 1001 | ↘995 | ↘970 | ↘951 | ↘931 | ↘896 | ↘877 |
| 2017 | 2018 |      |      |      |      |      |
| ↘860 | ↘842 |      |      |      |      |      |

## Состав сельского поселения
| № | Населённый пункт | Тип населённого пункта       | Население |
| - | ---------------- | ---------------------------- | --------- |
| 1 | Юлсубино         | село, административный центр |           |
| 2 | Ямашево          | село                         |           |